# У мене немає дому (пісня)
«У мене немає дому» — пісня українського музичного інді-гурту «Один в каное» з другого студійного альбому Один в каное, на яку було відзнято дебютне музичне відео колективу на 9-му році діяльності. Авторами пісні є солістка гурту Ірина Швайдак та музикант Устим Похмурський. 

## Музичне відео
Ідея відео зародилась у запорізького режисера Володимира Власенка під час його подорожі нічним рейсом до селища, де він виріс:
|  | Згадуючи моменти з дитинства, я мимохідь проглядав стрічку новин і раптово натрапив на лайв-версію треку “У мене немає дому”. Вона була настільки проникливою і близькою до моїх думок, що я прямо в автобусі почав шукати ідею для візуального втілення цієї пісні. Містична атмосфера нічної подорожі, думки про мій власний дім і трек на повторі створили у моїй уяві історію про маленького хлопчика, що разом із своїми дивними супутниками мандрує фантастичним світом. |

Сам режисер разом із Юрієм Мате стали продюсерами синглу, прем'єра якого відбувалась 14 січня 2019 року. Зйомки відео проходили в основному на Хортиці, а місто майбутнього, яке можна побачити у кліпі, було «збудоване» у Запорізькому міському Палаці дитячої та юнацької творчості. Головну дитячу роль виконав Тимофій Васильєв, а образ козака втілив у кадрі Денис Харлан. Підготовчі роботи зайняли фактично весь серпень 2018 року, а власне зйомки проходили у вересні та тривали 4 дні. Після початку монтажу стало зрозуміло, що відзнятого матеріалу дещо замало, тому було проведено ще один знімальний день. Головна ідея відео — це «подорож, спроба знайти своє місце в світі». Вокалістка гурту Ірина Швайдак зазначила:
|  | Задумка кліпу полягає в тому, що хлопчик через непорозуміння з батьками вирішує піти з дому. Дорогою він зустрічає своїх уявних друзів, з якими мандрує місцями, сповненими дитячих фантазій. Місцями, де реальність тісно переплітається з видумкою, а минуле — з майбутнім. Та виявляється, що навіть в уявних друзів є свій дім, куди їм час повертатись, і врешті-решт їхня подорож — це замкнуте коло, яке знову приводить хлопчика до знайомого дому. |

Цікаво, що це відео могло й не стати дебютним у відеографії гурту, адже у 2017 році було відзнято кліп на сингл «Ікони (Шістдесятникам)», який так і не було представлено глядачам.